# Metsaääre (Märjamaa)
Metsaääre es una localidad del municipio de Märjamaa en el condado de Rapla, Estonia, con una población censada a final del año 2011 de 17 habitantes y 20 habitantes en 2021. 
Se encuentra ubicada al oeste del condado, cerca de la frontera con los condados de Lääne y Harju.